# Качкуров Володимир Олександрович
Володимир Олександрович Качкуров (1943) — радянський футболіст, який грав на позиції нападника
і півзахисника. Відомий за виступами у складі сімферопольської «Таврії» у другій групі класу «А» та другій лізі, за яку зіграв близько 200 матчів в чемпіонаті та Кубку СРСР, а також у армійській команді Одеси у вищій лізі чемпіонату СРСР.

## Клубна кар'єра
Володимир Качкуров розпочав виступи на футбольних полях у 1962 році в команді класу «Б» «Зоря» з Пензи. У 1964 році Качкуров грав у дублюючому складі московського ЦСКА. У 1965 році Володимир Качкуров став гравцем команди найвищої радянської ліги СКА з Одеси, за яку зіграв 17 матчів у чемпіонаті. На початку 1966 року футболіст деякий час перебував у дублюючому складі донецького «Шахтаря»), проте не потрапив до основного складу команди, та в цьому ж році став гравцем команди другої групи класу «А» «Таврія» з Сімферополя. У цій команді Качкуров швидко став одним із основних гравців атакуючої ланки команди, зігравши в її складі 185 матчів у чемпіонаті країни та 13 матчів Кубку СРСР. У 1970 році Володимир Качкуров у складі сімферопольської команди став срібним призером чемпіонату УРСР, який розігрувався у рамках першої зони другої групи класу «А». У складі «Таврії» Качкуров грав до середини сезону 1971 року, після чого став гравцем команди друої ліги «Авангард» із Севастополя. У 1972 році футболіст перейшов до складу іншої команди другої ліги «Авангард» з Ровно, де грав до середини 1973 року. У 1973 році повернувся до складу севастопольської команди, у складі якої грав до кінця 1974 року. У 1975 році Качкуров грав у складі аматорської команди «Титан» з Армянська, після чого завершив виступи на футбольних полях.